# 바운스 바운스
장벽진의 바운스 바운스는 경기방송에서 방송됐던 라디오 프로그램이다.
2014년 4월 경기방송 개편으로 기존에 방송됐던 《오후의 데이트》가 폐지되고 새롭게 신설된 프로그램이다.
청취자들의 사연과 신청곡으로 진행된다.
지난 2015년 1월 24일에는 수원 AK아트홀에서 신년특집 공개방송을 진행하였다.
프로그램 진행자 장벽진 DJ는 2012년 경기방송 라디오스타 시즌1 국민DJ로 선정되었으며 2014년 4월 개편 전, 주말 해피타임을 진행한 적이 있었다.
이후 2019년 1월 4일 방송을 마지막으로 폐지되었다.

## 프로그램 소개
- 더 이상의 음악은 없다. 더 이상의 댄스도 없다. 당신의 심장을 뛰게 할 BOUNCE~ BOUNCE~ DJ벽진과 함께 즐거운 오후 되세요

## 진행자
- 장벽진(경기방송 DJ, 2012년 경기방송 라디오스타 국민DJ)

## 코너

### 매일 코너
- 어서옵쇼
- 바운스 타임
- 꽃을 다는 남자
- 포스타 클럽

### 요일별 코너
- 월요일 벽 엔터테인먼트
- 화요일 단계별 음악퀴즈 식스센스
- 수요일 장핑크스를 찾아서 (목소리 출연:장주영 경기방송 PD)
- 목요일 그땐 그랬지, 전상진의 양심선언 (전화연결:전상진 OBS 교통리포터)
- 금요일 문제있는 남자 문제있는 여자 (게스트:김혜미 아나운서)

| KFM 경기방송 평일 프로그램 |                         |                     |
| 이전                       | 장벽진의 바운스 바운스  | 다음                |
| 오늘의 문제 김경식입니다   | 장벽진의 바운스 바운스  | 매일 그대와         |
| 낮 12시 10분 ~ 오후 2시    | 오후 2시 5분 ~ 오후 4시 | 오후 4시 ~ 오후 6시 |
|                            | 정시 2시 뉴스           |                     |